# CD28

CD28

CD28 je kostimulační receptor T-lymfocytů z imunoglobulinové superrodiny. Je přítomen na naivních T-lymfocytech a rozeznává kostimulační molekuly CD80 (B7.1) a CD86 (B7.2) na povrchu profesionálních antigen prezentujících buněk (zejména dendritických buněk a makrofágů).
U lidí je také exprimován na 50 % CD8+ T-buňkách a na více než 90 % CD4+ T-buňkách. Ve své struktuře obsahuje dva řetězce s Ig doménami, které vážou B7 molekuly na APC a podporuje proliferaci a diferenciaci T-buněk, stimuluje tvorbu růstového faktoru, indukuje expresi anti-apoptických proteinů nebo poskytuje signál pro produkci různých cytokinů, např. IL-6. Exprese CD28 je pozorována na stromálních buňkách kostní dřeně, plazmatických buňkách, neutrofilech a eozinofilech, ale hladina pozitivních CD28 se snižuje s věkem. Například po narození exprimují CD28 všechny lidské buňky, zatímco v dospělosti 20 – 30 % CD8 T-buněk ztrácí schopnost exprese CD28 a ve stáří (+80 let) ztrácí tuto schopnost až 50-60 % CD8 T-buněk.
Vazba CD28 na CD80 či CD86 se odehrává současně s vazbou T-buněčného receptoru (TCR) na MHC; T-lymfocyt tím dostává informaci, že buňka, na níž je rozeznávaný antigenní peptid, je skutečně dedikovanou antigen prezentující buňkou.
Po vazbě CD28 na CD80/CD86 dochází k fosforylaci vnitrobuněčné domény CD28 pomocí tyrosinkinázy Lck, vazbě adaptorového proteinu Grb2 a nakonec zřejmě k aktivaci fosfatidylinositol-3-kinázy (PI3K), fosfolipázy C (konkrétně PLC-y) a proteinkinázy B (PKB). Společně se podílí na inhibici apoptózy T-buněk a celkovém posílení signalizačních drah z TCR. Tím umožňují plnou aktivaci drah, které od TCR vychází.
Účinná kostimulace je pro aktivaci T-buněk nezbytná. V případě nepřítomnosti kostimulačního signálu vede interakce dendritických a T-buněk k T-buněčné anergii. Je to podtrženo tím, že antagonisté kostimulačních molekul přeruší imunitní odpověď jak in vivo, tak in vitro.

## Struktura
Poprvé byla struktura proteinu CD28 objasněna v roce 2005 biologickou skupinou vědců zabývající se T buňkami na Oxfordské univerzitě.
CD28 se skládá z 220 aminokyselin, kódovanými geny, které se skládají ze 4 exonů. Jedná se o disulfidicky vázaný homodimer o velikosti 44 kDa exprimovaný na buněčném povrchu. Struktura obsahuje spárované tzv. V-set domény imunoglobulinových superrodin (IgSF), které připomínají variabilní domény protilátek. Ty jsou spojeny transmembránovými a cytoplasmatickými doménami, které obsahují důležité signální motivy. Stejně jako ve struktuře CTLA4 se i v CD28 se vyskytují smyčky analogické k CDR3 –  variabilní oblasti 3 určující komplementaritu beta řetězce.

## Příbuzné kostimulační molekuly
CD28 patří do podrodiny kostimulačních molekul, které jsou charakterizovány extracelulární variabilní doménou podobnou imunoglobulinu. Mezi členy této podrodiny se řadí také receptory ICOS, CTLA4, PD1, PD1H a BTLA. Nicméně pouze CD28 je exprimován konstitutivně na myších T buňkách, zatímco ICOS a CTLA4 jsou exprimovány po stimulací T buněčným receptorem a v odpovědích na působení cytokinů, např. IL-2. CD28 a CTLA4 jsou velmi homologní molekuly, které spolu soutěží o vazbu na ligandy CD80 a CD86. Ovšem CTLA4 váže CD80 a CD86 vždy silněji než CD28, což této molekule umožňuje potlačovat reakce efektorových T-buněk. Bylo dokázáno, že CD28 a CTLA4 působí na stimulaci T-buněk opačným efektem. Zatímco CD28 působí v těchto reakcích jako aktivátor, CTLA4 se vyznačuje inhibičním účinkem. ICOS a CD28 jsou také velmi podobné proteiny, ale nemohou se ve své funkci navzájem nahradit.

## CD28 jako cíl terapie
CD28 a CTLA4 mohou působit jako vhodní regulátoři autoimunitní onemocnění v myších modelech. Méně dat existuje u pacientů, podle kterých by se mohla popsat úloha CD28 v lidských onemocněních.
Německá biotechnologická společnost TeGenero vyvinula lék TGN1412, který působí jako superagonista CD28, ale v klinických studiích způsobil selhání několika orgánů. Dalšími potenciálními léčivy v preklinickém vývoji jsou například CD28 aptamery s imunostimulačními vlastnostmi v modelech myšího nádoru, monoklonální anti-CD28 Fab´ protilátka FR104 nebo oktapeptid AB10, který chrání molekulu CD28 před homodimerizací.